# 康塞普西翁 (因蒂布卡省)

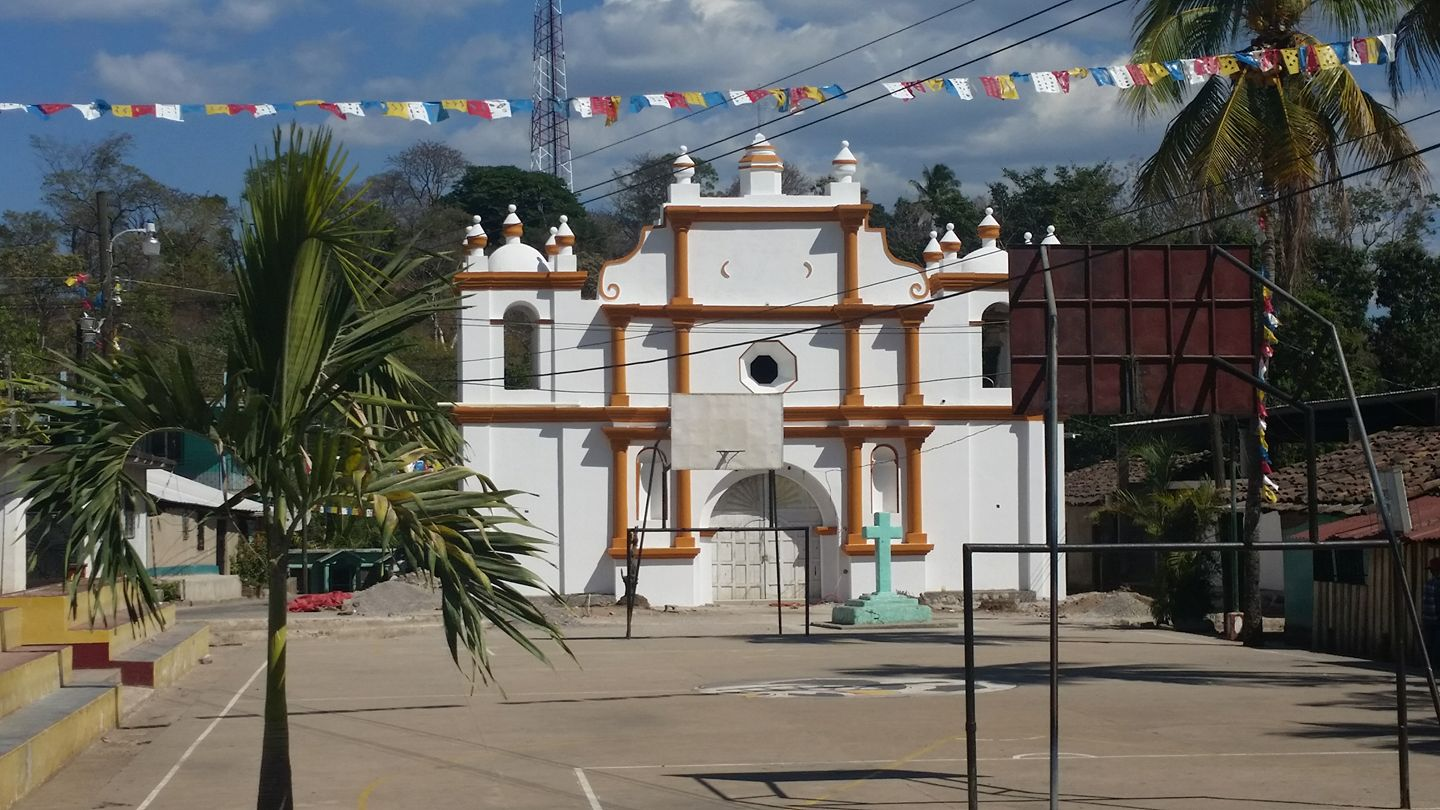
康塞普西翁

康塞普西翁（西班牙語：Concepción），是洪都拉斯的城鎮，位於該國西部，由因蒂布卡省負責管轄，面積91.82平方公里，海拔高度380米，2001年人口9,496，人口密度每平方公里103.42人。